# Tillandsia sprengeliana
Tillandsia sprengeliana là một loài thuộc chi Tillandsia. Đây là loài đặc hữu của Brasil.